# Vietnamochloa
Vietnamochloa,  es un género monotípico de plantas herbáceas de la familia de las gramíneas o poáceas. Su única especie: Vietnamochloa aurea Veldkamp & Nowack, es originaria de Vietnam.

## Etimología
El nombre del género se compone de la palabra griega Chloe (hierba) y de Vietnam su lugar de origen.